# 香岩寺 (三郷市)
香岩寺（こうがんじ）は、埼玉県三郷市にある浄土宗の寺院。

## 歴史
1587年（天正15年）、善誉大徳によって開山された。それ以外の詳細は不明である。
江戸時代、寺の前の道は水戸街道の裏街道として使用されてきた。そういう経緯もあり、水戸藩第2代藩主徳川光圀は度々当寺を訪れ、供養が行われていた。

## 交通アクセス
- 三郷中央駅より徒歩15分。